# 紫薇岩石刻
紫薇岩石刻，位于中国广东省韶关市曲江区马坝镇乐村坪管理区，为韶关市曲江区文物保护单位，类型为石窟寺及石刻，公布时间为1993年6月21日。
紫薇岩石刻的历史年代为宋—清。